# Équipe d'Andorre féminine de rugby à XV
L'équipe d'Andorre féminine de rugby à XV est l'équipe qui représente l'Andorre dans les principales compétitions internationales de rugby à XV.

## Histoire
Après avoir formé une sélection féminine andorrane de rugby à XV pour disputer un match amical non-officiel en Corse, la fédération andorrane œuvre pour organiser un match officiel à domicile. Devant plusieurs années de recherches infructueuses, elle choisit de prendre en charge les frais de l'éventuelle équipe visiteuse ; une rencontre contre la Bulgarie est alors mise en place en 2024, cette dernière ayant elle-même joué son premier match l'année précédente. La paroisse d'Encamp est initialement choisie pour accueillir le match, mais il est finalement délocalisé au stade national de la capitale Andorre-la-Vieille, après négociations avec le ministère andorran et la fédération de football.
L'équipe féminine d'Andorre dispute ainsi son premier match officiel le 6 avril 2024. Composée de joueuses de l'équipe nationale de rugby à sept habituées à jouer au niveau international via les championnats d'Europe, elle s'impose sur le score de 119 à 0,. Cette performance permet alors aux Andorranes de se classer à la 33e place du classement World Rugby, sur un total de 65 places,.